# Дякова Антоніна Андріївна
Антоні́на Андрі́ївна Дя́кова, до шлюбу Коссак (15 жовтня 1890, м. Чортків, нині Тернопільської області — 1962, м. Дрогобич Львівської області) — українська акторка. Сестра Василя і Михайла Коссаків, Марії Костів-Коссаківни, Катерини Рубчакової. Дружина художника театру Петра Дяківа.

## Життєпис
Працювала в 1901–1914 роках у театрі товариства «Руська бесіда», у 1917–1918 роках — у театрі Івана Когутяка, у 1921–1922 роках — у пересувній трупі, у 1924–1925 роках — у трупі Йосипа Стадника.
Серед ролей:
- Настя («Украдене щастя» Івана Франка),
- Палажка («Мартин Боруля» Івана Карпенка-Карого),
- Йоель («Уріель Акоста» Карла Гуцкова).